# Карлос (мінісеріал)
«Карлос» (фр. Carlos) — франко-німецький біографічний мінісеріал 2010 року поставлений режисером Олів'є Ассаясом. Прем'єра повної версії відбулася 19 травня 2010 на позаконкурсному показі 63-го Каннського кінофестивалю. Перший показ на телебаченні відбувся на французькому телеканалі Canal+, три серії — 19 і 25 травня та 2 червня 2010 року.

## Синопсис
В основу сюжету фільму покладено історію становлення революціонера-інтернаціоналіста Іліча Раміреса Санчеса, який під ім'ям Карлос Шакал став ключовою постаттю міжнародного тероризму в 1970-80-х роках, здійснюючи теракти в інтересах як «Народного фронту звільнення Палестини», так і японської «Червоної армії». 
Творці стрічки попереджають, що оскільки багато деталей життя та діяльності Карлоса залишаються й досі невідомими, ця історія значною мірою є вигадкою.
Дія стрічки починається на початку 1970-х років у Лондоні, де революційно налаштований молодий венесуелець Іліч Рамірес Санчес, що мріє про діяльність на благо пригноблюваних країн «Третього світу», вирішує приєднатися до палестинської групи, що веде підпільну боротьбу проти політики держави Ізраїль на Близькому Сході…

## У ролях
| Едгар Рамірес         | ···· | Іліч Рамірес Санчес («Карлос»)    |
| Александр Шеєр        | ···· | Йоганнес Вайнріх                  |
| Нора фон Вальдштеттен | ···· | Магдалена Копп                    |
| Крістоф Бах           | ···· | Ганс-Йоахім Кляйн («Енджі»)       |
| Ахмад Каабур          | ···· | Вадей Хаддад                      |
| Сусанна Вуест         | ···· | Едіт Геллер                       |
| Талаль Ель-Йорді      | ···· | Камаль аль-Іссаві («Алі»)         |
| Анна Тальбах          | ···· | Інге В'єт                         |
| Юлія Гуммер           | ···· | Габріела Крехер-Тідеманн («Нада») |
| Разенн Джамаль        | ···· | Лана Джаррар                      |
| Родні Ель Хаддад      | ···· | Аніс Наккаш («Халід»)             |
| Шандор Бойте          | ···· | угорський генерал                 |
| Антон Кузнецов        | ···· | Юрій Андропов                     |
| Андре Маркон          | ···· | генерал Філіп Рондо               |

## Саундтрек
| #   | Назва                     | Автор           | Тривалість |
| --- | ------------------------- | --------------- | ---------- |
| 1.  | «Loveless Lov»            | The Feelies     |            |
| 2.  | «Dreams Never End»        | New Order       |            |
| 3.  | «Terebellum»              | Fripp & Eno     |            |
| 4.  | «All Night Party»         | A Certain Ratio |            |
| 5.  | «Ahead»                   | Wire            |            |
| 6.  | «Forces at Work»          | The Feelies     |            |
| 7.  | «Sonic Reducer»           | Dead Boys       |            |
| 8.  | «Dot Dash»                | Wire            |            |
| 9.  | «Drill»                   | Wire            |            |
| 10. | «The 15th»                | Wire            |            |
| 11. | «Sharing»                 | Satisfaction    |            |
| 12. | «Pure»                    | Lightning Seeds |            |
| 13. | «La Pistola y el Corazon» | Los Lobos       |            |
| 14. | «El Sueno Americano»      | La Portuaria    |            |

## Визнання
| Рік  | Кінофестиваль/кінопремія                         | Категорія/нагорода                                | Номінант                 | Результат |
| ---- | ------------------------------------------------ | ------------------------------------------------- | ------------------------ | --------- |
| 2010 | Міжнародний кінофестиваль в Сан-Паулу            | Приз критиків — похвальний відгук                 | Олів'є Ассаяс            | Перемога  |
| 2010 | Премія «Супутник»                                | Найкращий мінісеріал                              | Карлос                   | Номінація |
| 2010 | Нью-Йоркське коло кінокритиків                   | Найкращий фільм іноземною мовою                   | Карлос                   | Перемога  |
| 2010 | Асоціація кінокритиків Лос-Анджелеса             | Найкращий іноземний фільм                         | Карлос                   | Перемога  |
| 2010 | Асоціація кінокритиків Лос-Анджелеса             | Найкращий фільм                                   | Карлос                   | 2-е місце |
| 2010 | Асоціація кінокритиків Лос-Анджелеса             | Найкращий режисер                                 | Олів'є Ассаяс            | Номінація |
| 2010 | Асоціація кінокритиків Лос-Анджелеса             | Найкращий актор                                   | Едгар Рамірес            | 2-е місце |
| 2010 | Приз Європейської кіноакадемії                   | Найкращий режисер                                 | Олів'є Ассаяс            | Номінація |
| 2010 | Приз Європейської кіноакадемії                   | Найкращий монтаж                                  | Люк Барньє, Маріон Моньє | Номінація |
| 2011 | Премія Сезар                                     | Найкраща режисерська робота                       | Олів'є Ассаяс            | Номінація |
| 2011 | Премія Сезар                                     | Найперспективніший актор                          | Едгар Рамірес            | Перемога  |
| 2011 | Премія Сезар                                     | Найкращий монтаж                                  | Люк Барньє               | Номінація |
| 2011 | Золотий глобус                                   | Найкращий мінісеріал або телефільм                | Карлос                   | Перемога  |
| 2011 | Золотий глобус                                   | Найкраща чоловіча роль мінісеріалу або телефільму | Едгар Рамірес            | Номінація |
| 2011 | Кришталевий глобус                               | Найкращий телевізійний фільм або телесеріал       | Карлос                   | Перемога  |
| 2011 | Міжнародний телефестиваль в Монте-Карло          | Найкраща гра актора в мінісеріалі                 | Едгар Рамірес            | Перемога  |
| 2011 | Приз національного товариства кінокритиків (США) | Найкращий фільм                                   | Карлос                   | 2-е місце |
| 2011 | Приз національного товариства кінокритиків (США) | Найкращий фільм іноземною мовою                   | Карлос                   | Перемога  |
| 2011 | Приз національного товариства кінокритиків (США) | Найкращий режисер                                 | Олів'є Ассаяс            | 2-е місце |
| 2011 | Приз національного товариства кінокритиків (США) | Найкращий актор                                   | Едгар Рамірес            | 2-е місце |
| 2011 | Приз Міжнародного товариства кіноманів           | Найкращий фільм                                   | Карлос                   | 2-е місце |
| 2011 | Приз Міжнародного товариства кіноманів           | Найкращий фільм іноземною мовою                   | Карлос                   | 2-е місце |
| 2011 | Приз Міжнародного товариства кіноманів           | Найкращий режисер                                 | Олів'є Ассаяс            | 2-е місце |
| 2011 | Приз Міжнародного товариства кіноманів           | Найкращий актор                                   | Едгар Рамірес            | Перемога  |
| 2011 | Приз Міжнародного товариства кіноманів           | Найкращий оригінальний сценарій                   | Олів'є Ассаяс, Ден Франк | Номінація |
| 2011 | Приз Міжнародного товариства кіноманів           | Найкращий оператор                                | Дені Ленуар, Йорик Ле Со | Номінація |
| 2011 | Приз Міжнародного товариства кіноманів           | Найкращий монтаж                                  | Люк Барньє, Маріон Моньє | 2-е місце |
| 2011 | Приз Міжнародного товариства кіноманів           | Найкращі декорації                                | Франсуа-Рено Лабарт      | Номінація |
| 2011 | Приз Міжнародного товариства кіноманів           | Найкращий акторський склад                        | Карлос                   | Номінація |